# ケロ・ケロ・ボニト

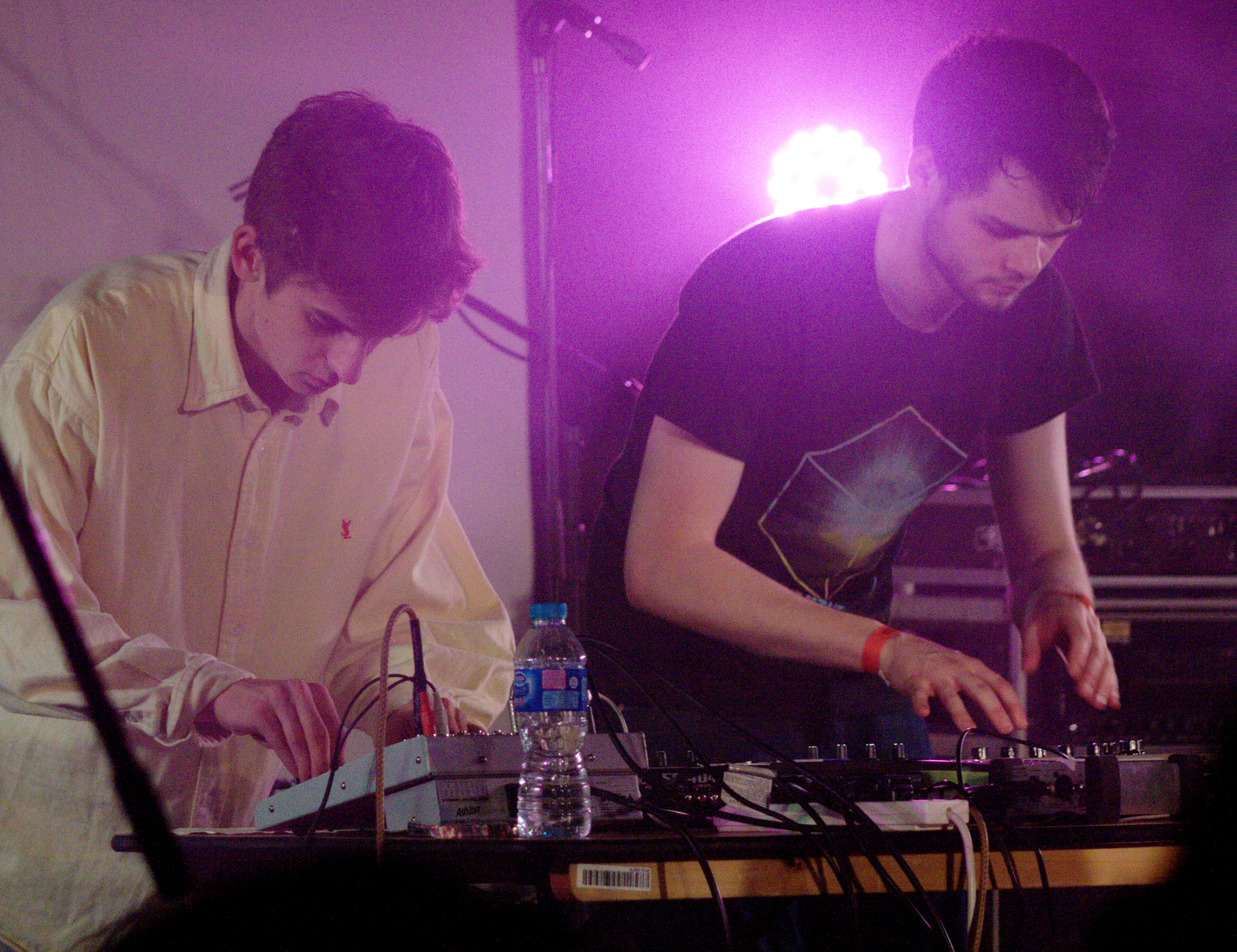
ジェイミー（左）とガスはロンドン郊外出身で同級生。日本語のできるボーカリストを募集し、日英ハーフのセーラ・ミドリ・ペリーを加えた。セーラはアーチストしても活動（2014年）

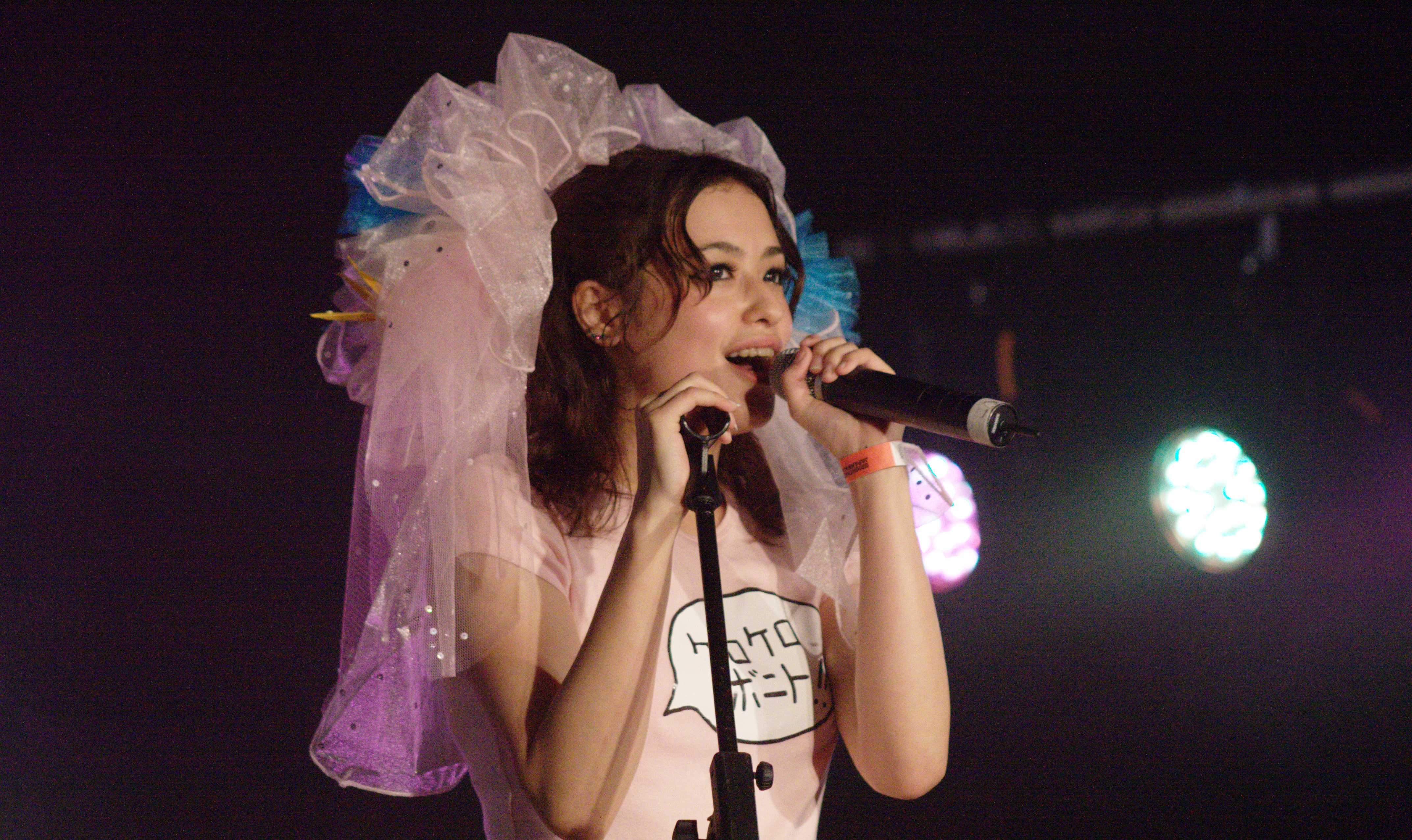
セーラ・ミドリ・ペリー（2014年）

ケロ・ケロ・ボニト（Kero Kero Bonito）は、イングランドの音楽集団である。構成員はセーラ・ミドリ・ペリー、ガス・ロッバン、ジェイミー・ブルドの3名。南ロンドンを拠点に活動する。歌詞は英語と日本語を織り交ぜている。ステレオガムからは「Tumblr時代のチボ・マット」と評された。

## 略歴
2014年、デビュー・ミックステープ『イントロ・ボニト』をダブル・デニム・レコードよりリリースする。収録曲の「Sick Beat」は「シカゴ・リーダー」紙上で「12 O'Clock Track」に選ばれた。同年、リミックスEP『Recycling』がリリースされる。

## メンバー
- セーラ・ミドリ・ペリー (Sarah Midori Perry) - ボーカル
- ガス・ロッバン (Gus Lobban) - ドラム、キーボード、サンプラー、バック・ボーカル
- ジェイミー・ブルド (Jamie Bulled) - キーボード、ギター、ベース、サンプラー

## ディスコグラフィ

### スタジオ・アルバム
- 『ボニトジェネレーション』 - Bonito Generation (2016年)
- Time 'n' Place (2018年)

### ミックステープ
- 『イントロ・ボニト』 - Intro Bonito (2013年)

### EP
- Bonito Recycling (2014年)
- Bonito Retakes (2017年)
- TOTEP (2018年)
- Civilisation I (2019年)
- Civilisation II (2021年)

### コンピレーション・アルバム
- 『シヴィライセーション』 - Civilisation (2021年) ※上記のEP2枚を収録

### シングル
- "Weapons Grade" (2011年)
- "Coursework Story" (2012年)
- "(Getting To) The Top" (2012年)
- "Ms. World" (2012年) ※featuring Mayu Tanaka
- "Laser Quest" (2012年) ※featuring Leigh
- "Fortune Teller" (2012年)
- "Wherever You Go" (2013年)
- "Why Aren't You Dancing?" (2013年)
- "Homework" (2013年)
- "Flamingo" (2014年)
- "Bonito Shopping" (2014年)
- "Fans (Are So Cool)" (2014年)
- "Build It Up" (2014年)
- "Sick Beat" (2014年)
- "Picture This" (2015年)
- "Chicken" (2015年)
- "Lipslap" (2016年)
- "Break" (2016年)
- "Graduation" (2016年)
- "Trampoline" (2016年)
- "Heard a Song" (CFCF Remix) (2017年)
- "Forever Summer Holiday" (2017年)
- "Rock 'n' Roll Star" (2017年) ※オアシスのカバー
- "Fish Bowl" (2017年)
- "Only Acting" (2018年)
- "Time Today" (2018年)
- "World Tour 2018" (2018年)
- "Make Believe" (2018年)
- "Swimming" (2019年)
- "The Open Road" (2019年)
- "When the Fires Come" (2019年)
- "It's Bugsnax!" (2020年)
- "The Princess and the Clock" (2021年)
- "21/04/20" (2021年)
- "Rom Com 2021" (2021年) ※with Soccer Mommy
- "The Sneaker Dance" (2021年)
- "Cluck" (2022年) ※with Felicita
- "Legendary" (2023年)